# Oficina de Reasentamiento de Refugiados
La Oficina de Reasentamiento de Refugiados (en inglés: Office of Refugee Resettlement, ORR) es un programa diseñado por la ACF (Administration for Children and Families), un departamento dentro del Departamento de Salud y Servicios Humanos de los Estados Unidos (HHS), creado tras la aprobación de la Ley de Refugiados de los Estados Unidos de 1980 (Derecho público 96-212). La ORR ofrece apoyo a aquellas personas que buscan un refugio seguro dentro de los Estados Unidos. Esto incluye a las víctimas del tráfico de personas, a aquellos que buscan asilo por motivos de persecución, a quienes que han sobrevivido a tortura y guerra y a niños extranjeros que están solos. La misión y el objetivo de la ORR es asistir durante el traslado de los refugiados los que se les ha concedido protección en el país y suministrarles los servicios necesarios.
Desde 1975, Estados Unidos ha favorecido el reasentamiento de más de tres millones de refugiados. Desde que se aprobó la Ley de los refugiados en 1980, el número de admisiones anuales en Estados Unidos ha aumentado de 27 100 a 207 116.

## Historia
Antes de la Segunda Guerra Mundial, las agencias voluntarias sin ánimo de lucro conocidas como “Volags” generalmente eran responsables de la ayuda a los inmigrantes y refugiados. En 1946, el gobierno federal de los Estados Unidos empezó a apoyar económicamente a esas organizaciones con el Corporate Affidavit Program, pero no fue hasta el estallido de la revolución cubana, liderada por Fidel Castro, cuando el gobierno estadounidense se hizo directamente cargo del grueso de la ayuda. Eso estableció un precedente en la participación federal que fue en aumento con los presidentes Eisenhower y Kennedy y que se hizo permanente con la Ley de Migración y la Ley de Asistencia a los Refugiados de 1962.
La ORR (de las siglas en inglés Office of Refugee Resettlement, abreviado como ORR) se estableció oficialmente con la aprobación de la Ley de Refugiados de 1980. Se creó en "un intento de diseñar una política de reasentamiento y admisión de refugiados coherente y comprensiva". La ley (a) reconoció a la Oficina del Coordinador de los Estados Unidos para Asuntos de Refugiados, a quien se le dio autoridad sobre el desarrollo de «política de reasentamiento y admisión de refugiados» de los Estados Unidos. Por otra parte, (b) estableció la ORR dentro del Departamento de Salud y Servicios Humanos de los Estados Unidos, al que se le concedió la autoridad para asignar subvenciones a servicios de reasentamiento sin ánimo de lucro (entre ellos rehabilitación y atención médica) y para compensar a los estados por los esfuerzos realizados durante los primeros tres años de vida de un refugiado en los Estados Unidos.
En su objetivo de permitir a los Estados Unidos responder rápida y eficazmente a las necesidades de los refugiados, la Ley de Refugiados de 1980 también estableció una nueva oficina pública, la Coordinación de los Estados Unidos para los Asuntos de Refugiados, nombrada por el presidente tras consultas con la ORR.
Más de 59,5 millones de personas se han visto forzadas a salir de sus hogares a nivel mundial, de las cuales 19,5 millones están clasificadas como refugiados. Los programas de reasentamiento de refugiados se ofrecen a aquellos con necesidades especiales o que deben ser trasladados a países distintos de aquellos en los que inicialmente buscaron protección. Actualmente, 28 países ofrecen estos programas, que tienen como uno de sus objetivos la integración económica de los refugiados, mediante capacitaciones, educación y servicios de salud mental. Sin embargo, los refugiados reasentados a menudo suelen experimentar altos niveles de desempleo y pobreza.

## Cambios importantes
En el año 2000, se añadieron categorías adicionales de posibles receptores de los servicios de la ORR, entre las que se incluían asilados, supervivientes de la tortura, menores extranjeros sin compañía y adultos que fueran víctimas certificadas del tráfico de personas. La Ley de Protección de Víctimas del Tráfico de Personas y de la Violencia de 2008 añadió a esta lista a los niños con los que se había traficado.
En 2010, la ORR informó al Congreso de los Estados Unidos de seis principios guía que implicaban una modificación de sus prioridades:
- Partidas presupuestarias y prestaciones
- Tramitación de los casos centrada en el cliente
- Refugiados de nuevo ingreso
- Cobertura de salud mental
- Alcance
- Toma de decisiones fundamentada

Además, la Oficina de Reasentamiento de los Refugiados reformuló su definición: "para asistir a los refugiados en el acceso a oportunidades y recursos generales".

## Equipo directivo
El director actual de la ORR es Eskinder Negash, antiguo vicepresidente y jefe de operaciones del Comité de los Estados Unidos para Refugiados e Inmigrantes (abreviado en inglés: USCRI).
La ORR dispone de seis divisiones :
1. Refugee Assistance (Asistencia de Refugiados)
2. Community Resettlement (Reasentamiento Comunitario)
3. Unaccompanied Children’s Services (Servicios de Niños No Acompañados)
4. Budget, Policy, and Data Analysis (Presupuesto, Política y Análisis de Datos)
5. Anti-Trafficking in Persons (Contra el Tráfico de Personas)
6. Office of the Director (Oficina del Director)

## Prestación de servicios
La prestación de servicios a los refugiados varía de acuerdo con las competencias de cada división así como el programa ejecutado. Por ejemplo, la División de Servicios de Reasentamiento trabaja a través de organizaciones públicas y privadas sin ánimo de lucro para proporcionar a los refugiados apoyo económico y servicios de integración. La División  “administra el programa de subvenciones compartidas de agencias voluntarias y siete programas de subvención discrecional de servicios sociales competitivos para refugiados. Las subvenciones voluntarias se asignan con fundamentos competitivos".

## Financiación
La ORR recibe cada año fondos del Congreso con algunos requisitos sobre las cuotas destinadas a cada división y las reparte entre sus programas. Una vez realizada la división de partidas, dichos programas asignan el dinero a sus agencias asociadas en forma de subvenciones, siguiendo una serie de normas específicas. En último término, los estados son los máximos responsables de hacer cumplir la misión de la ORR:
“La asistencia federal de reasentamiento a refugiados se proporciona principalmente a través del programa de reasentamiento de refugiados administrado por el estado. Los estados proporcionan efectivo, asistencia médica y servicios sociales, así como también mantienen la responsabilidad legal ante el cuidado de niños refugiados desatendidos."
La ORR usa un programa de subvenciones que permite proporcionar fondos a sus agencias voluntarias afiliadas. Se prevé que estas agencias gestionen el programa a través de su red nacional. La oficina "asigna 2 dólares por cada dólar recaudado por la agencia hasta un máximo de 2 200 dólares en fondos federales por afiliado. Cabe destacar que mientras que los fondos federales y los asignados se calculan con criterios del cliente o de la renta per cápita, el gasto actual de esos fondos no se basa en la renta per cápita."

## Colaboraciones
La ORR colabora con varias organismos federales de Estados Unidos, como el Departamento de Salud y Servicios Sociales, el Departamento de Seguridad Nacional, el Departamento de Justicia y el  Departamento de Estado.
En el ámbito de la salud y los servicios sociales, la ORR colabora con la Oficina de Derechos Civiles, el Centro para el Control y Prevención de Enfermedades, la oficina de Asistencia Preescolar, la Agencia de Servicios de Ayuda Mental y Abuso de Sustancias y la U.S. Administration on Aging que ayuda a las personas de edad avanzada. En el Departamento de Seguridad de Nacional, la ORR colabora con la Oficina de Aduanas y Protección Fronteriza, con el Servicio de Inmigración y Control de Aduanas y con el Servicio de Ciudadanía e Inmigración de los Estados Unidos. En el ámbito del Departamento de Justicia colabora con la Oficina de Ciudadanía y Servicios de Inmigración y con la Oficina Ejecutiva de Revisión de Inmigración. Finalmente con el Departamento de Estado colabora con la Oficina de Población, Refugiados y Migración del Departamento de Estado.